# 马烯雌酮
马烯雌酮（英語：Equilin）是一种母马中发现的天然雌性类固醇，也可作为药物。它也是結合型雌激素（CEEs，商品名普立马，Premarin）的有效成分之一，在美国常用于更年期综合征的激素替代療法（HRT）。硫酸雌酮是結合型雌激素的主要成分（约占50%），硫酸马烯雌酮是第二大主要成分，约占25%。